# Bahnradsport-Europameisterschaften der Junioren/U23 2024

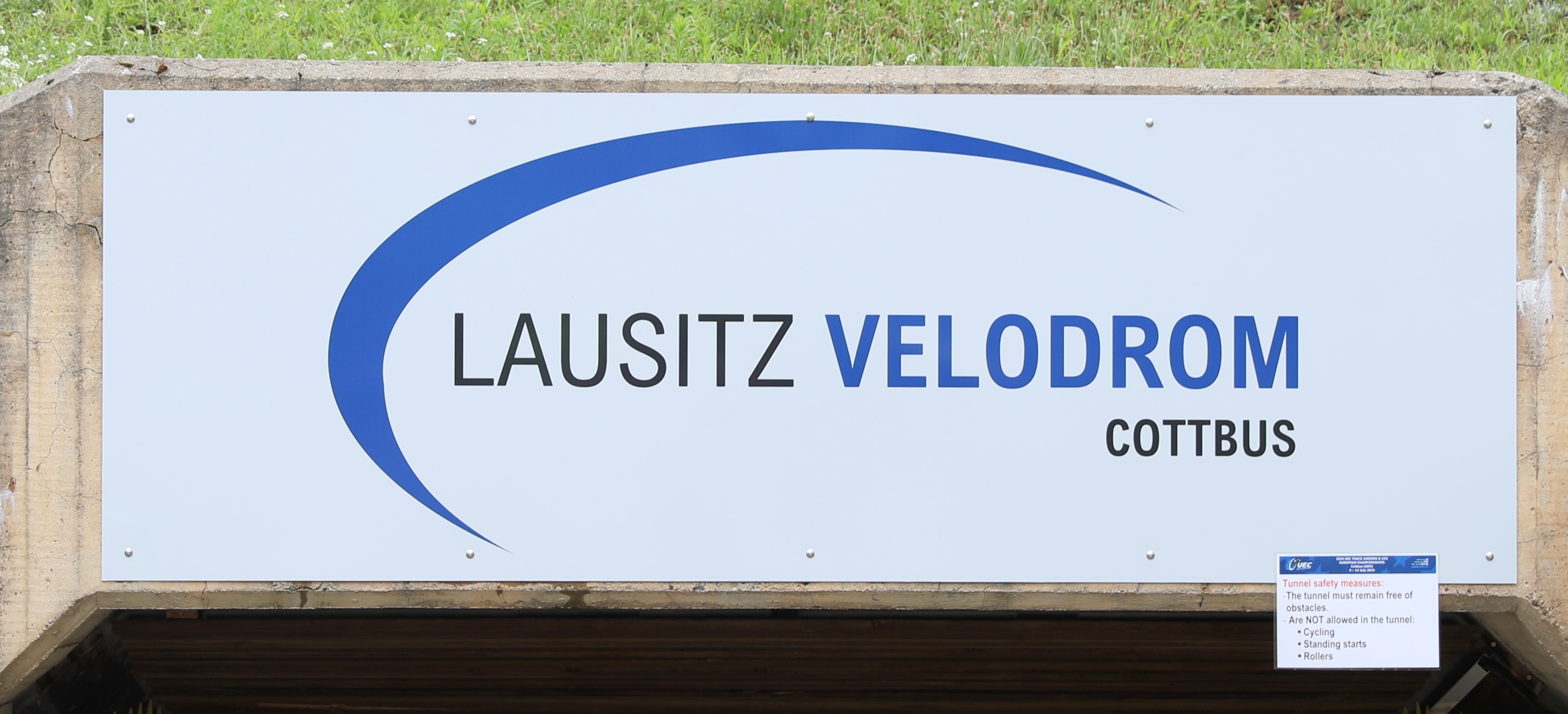
Wenige Tage vor Beginn der Europameisterschaften wurde das Radstadion Cottbus in Lausitz Velodrom Cottbus umbenannt

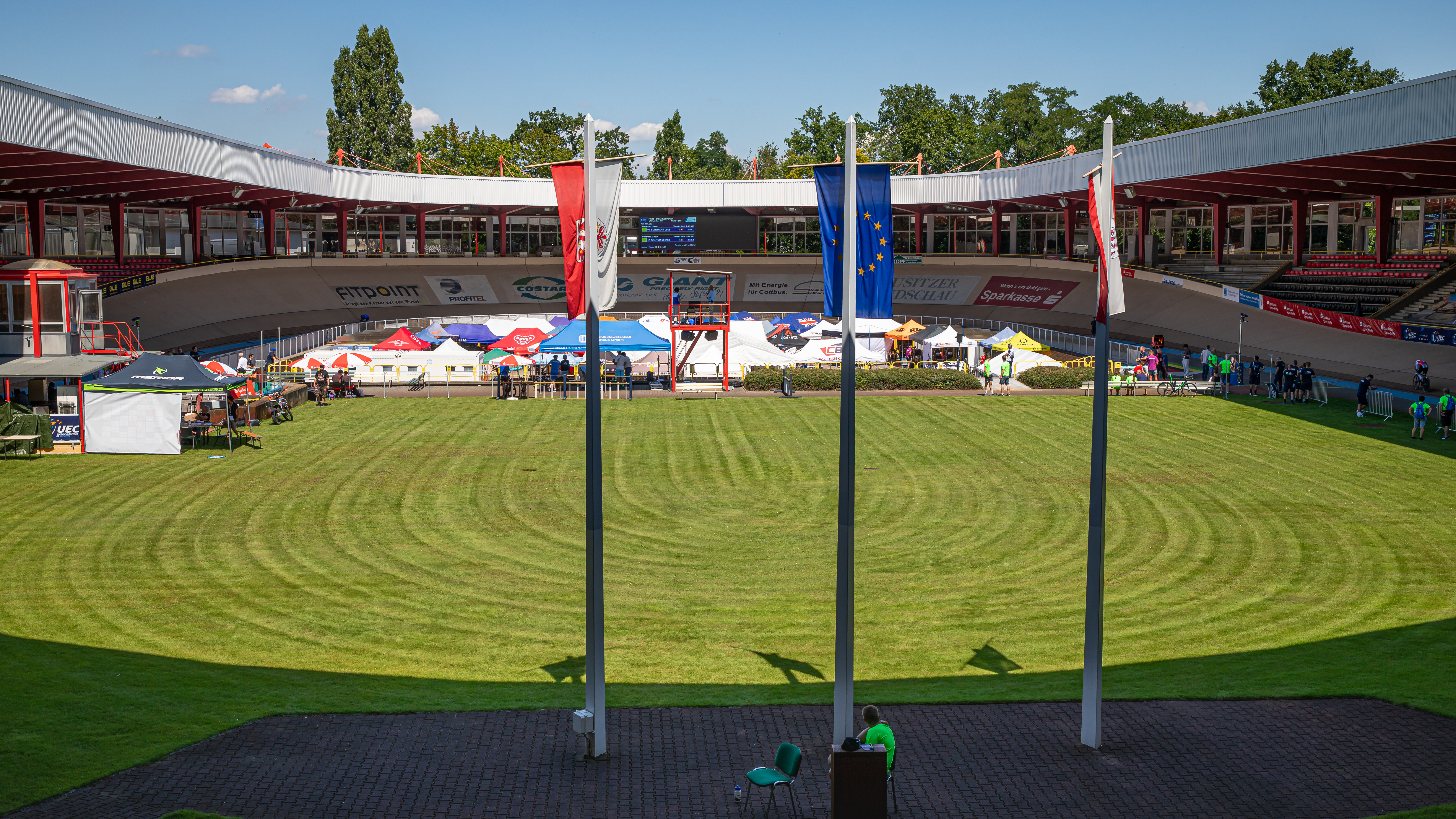
Das Lausitz Velodrom während der EM (2024)

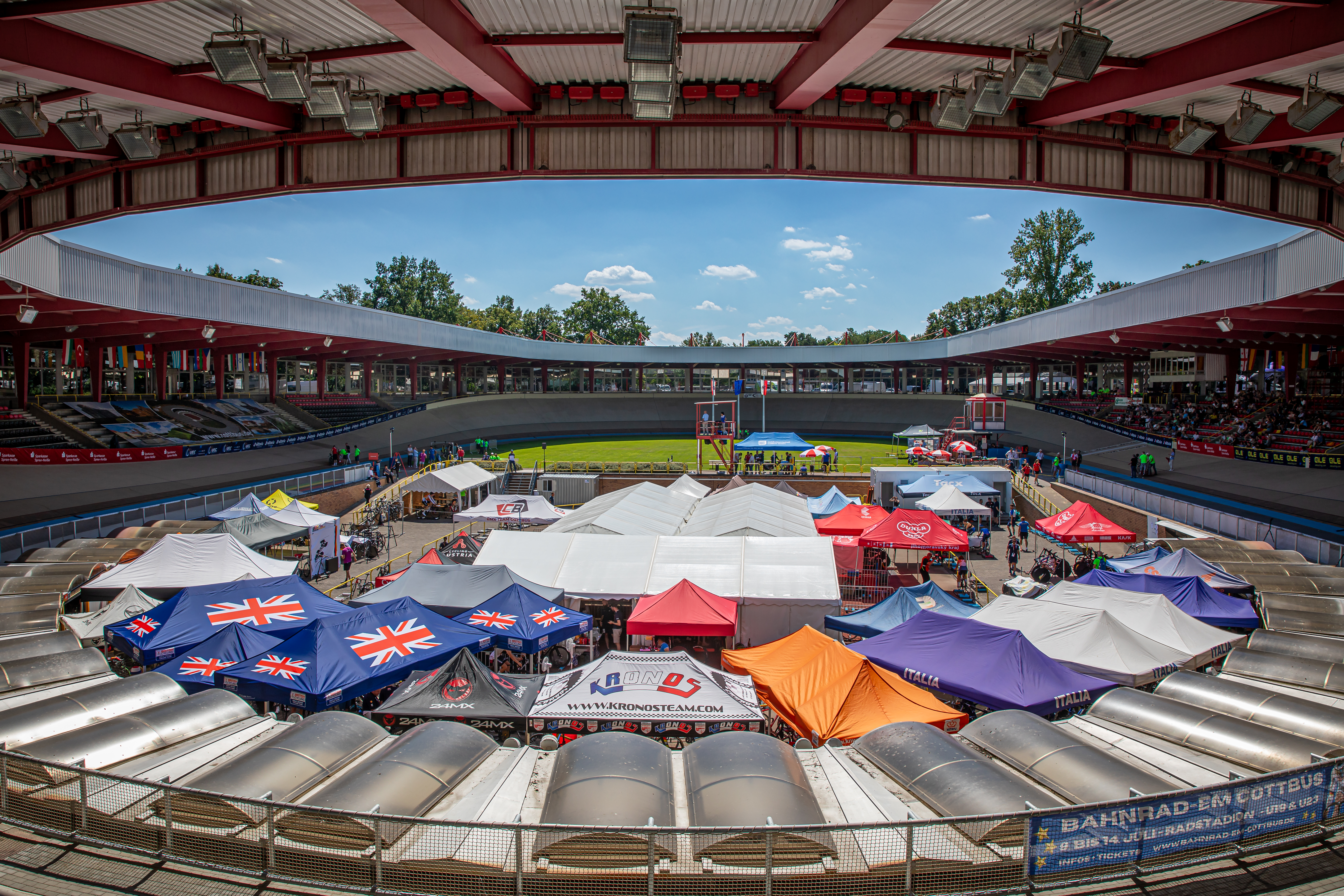
Innenraum mit Pavillons der Teams (2024)

Die Bahnradsport-Europameisterschaften der Junioren/U23 2024 (2024 UEC Track Juniors & U23 European Championships) fanden vom 9. bis 14. Juli im deutschen Cottbus im dortigen Radstadion statt.
Damit wurden kontinentale Nachwuchsmeisterschaften zum zweiten Mal nach 2007 in der Niederlausitz ausgetragen.
Gemeldet wurden rund 425 Fahrerinnen und Fahrer aus 29 Ländern. Es fielen insgesamt 44 Entscheidungen.
Das Team von British Cycling dominierte die Meisterschaften. Am Ende der sechs Wettkampftage, die von insgesamt 4000 Zuschauern besucht wurden, führten die britischen Sportler den endgültigen Medaillenspiegel an und gewannen insgesamt 26 Medaillen: 12 Gold (von 44), 8 Silber und 6 Bronze, vor Deutschland (7, 12 und 3) und Italien (7, 7 und 6). Der Frauenbereich der Briten war mit acht Goldmedaillen besonders stark vertreten. Das deutsche Team dominierte bei den Juniorinnen durch Siege in der Mannschafts- und Einerverfolgung sowie im Teamsprint. Bei den Männern holte Italien die meisten Goldmedaillen in der Mannschaftsverfolgung beider Alterskategorien, im Teamsprint, im Keirin U23 und im Zweier-Mannschaftsfahren der Junioren.
Vielversprechende Newcomer bei diesen kontinentalen Meisterschaften waren der Belgier Noah Vandenbranden, Goldmedaillengewinner in der Einzelverfolgung und im Omnium, die Französin Taky Marie-Divine Kouamé, Erste im Sprint und über 500 Meter der U23, die Italiener Davide Stella und Eros Sporzon, die
das Zweier-Mannschaftsfahren und die Mannschaftsverfolgung (mit Christian Fantini, Ares Costa und Alessio Magagnotti) gewannen, der ukrainische Junior Heorhii Chyzhykov, der die Goldmedaille im Scratch errang, sowie die Irin Emilie Lucy Benezet Minns, die den ersten Platz im Punktefahren der Juniorinnen belegte.
Nach Abschluss der Europameisterschaften wurde bekannt, dass sich Cottbus ebenfalls für die Bahnradsport-Europameisterschaften der Junioren/U23 2026 bewirbt.

## Zeitplan (Finalrennen)

### U23
| Datum                | Disziplinen Frauen                             | Disziplinen Männer                               |
| -------------------- | ---------------------------------------------- | ------------------------------------------------ |
| Dienstag, 9. Juli    | Einerverfolgung, Ausscheidungsfahren           | Einerverfolgung, Ausscheidungsfahren, Teamsprint |
| Mittwoch, 10. Juli   | Teamsprint                                     | Scratch, 1000-Meter-Zeitfahren                   |
| Donnerstag, 11. Juli | Mannschaftsverfolgung, Scratch                 | Mannschaftsverfolgung                            |
| Freitag, 12. Juli    | Punktefahren, Sprint                           | Punktefahren                                     |
| Samstag, 13. Juli    | Keirin, Omnium                                 | Omnium, Sprint                                   |
| Sonntag, 14. Juli    | 500-Meter-Zeitfahren, Zweier-Mannschaftsfahren | Keirin, Zweier-Mannschaftsfahren                 |

### Junioren/Juniorinnen
| Datum                | Disziplinen Juniorinnen                        | Disziplinen Junioren                                              |
| -------------------- | ---------------------------------------------- | ----------------------------------------------------------------- |
| Dienstag, 9. Juli    | Scratch                                        | Teamsprint, Scratch                                               |
| Mittwoch, 10. Juli   | Mannschaftsverfolgung, Teamsprint              | Mannschaftsverfolgung, 1000-Meter-Zeitfahren, Ausscheidungsfahren |
| Donnerstag, 11. Juli | Einerverfolgung, Ausscheidungsfahren           | Einerverfolgung                                                   |
| Freitag, 12. Juli    | Sprint, Omnium                                 | Keirin, Omnium                                                    |
| Samstag, 13. Juli    | Keirin, Punktefahren                           | Punktefahren                                                      |
| Sonntag, 14. Juli    | 500-Meter-Zeitfahren, Zweier-Mannschaftsfahren | Zweier-Mannschaftsfahren, Sprint                                  |

## Resultate U23
- Legende: „G“ = Zeit aus dem Finale um Gold; „B“ = Zeit aus dem Finale um Bronze
- Fahrerinnen und Fahrer, deren Name kursiv geschrieben sind, bestritten bei Mannschaftswettbewerben lediglich die Qualifikation oder die erste Runde.

### Sprint

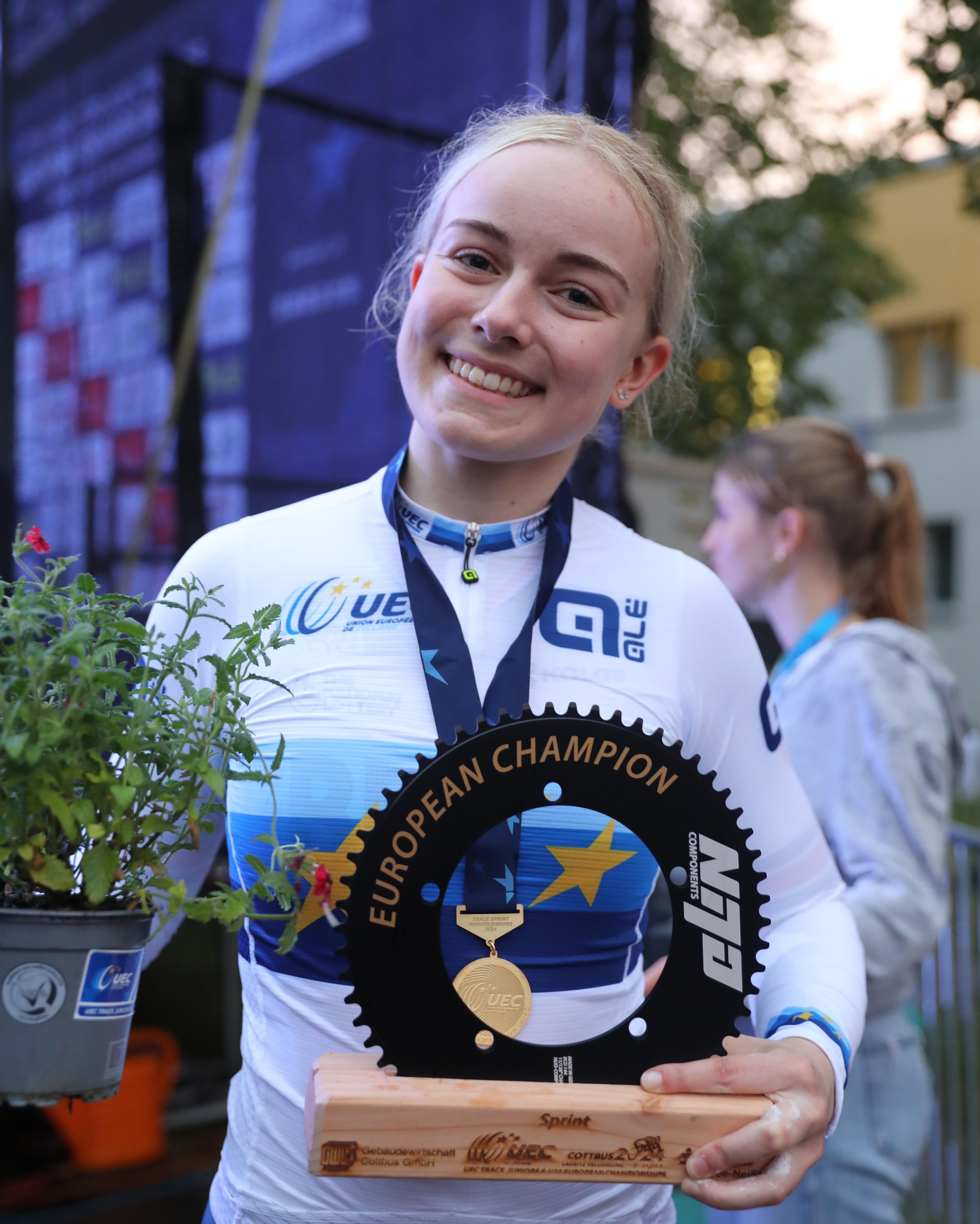
Die Britin Georgette Rand errang drei Goldmedaillen

| Männer | Männer             | Männer | Männer   |
| ------ | ------------------ | ------ | -------- |
| #      | Name               | Land   | Zeit (s) |
|        | Luca Spiegel       | GER    |          |
|        | Hayden Norris      | GBR    |          |
|        | Runar De Schrijver | BEL    |          |

| Frauen | Frauen                   | Frauen | Frauen   |
| ------ | ------------------------ | ------ | -------- |
| #      | Name                     | Land   | Zeit (s) |
|        | Taky Marie-Divine Kouamé | FRA    |          |
|        | Clara Schneider          | GER    |          |
|        | Rhian Edmunds            | GBR    |          |

### Keirin
| Männer | Männer          | Männer | Männer |
| ------ | --------------- | ------ | ------ |
| #      | Name            | Land   |        |
|        | Mattia Predomo  | ITA    |        |
|        | Henric Hackmann | GER    |        |
|        | Oscar Caron     | FRA    |        |

| Frauen | Frauen          | Frauen | Frauen |
| ------ | --------------- | ------ | ------ |
| #      | Name            | Land   |        |
|        | Clara Schneider | GER    |        |
|        | Iona Moir       | GBR    |        |
|        | Alla Bilezka    | UKR    |        |

### Zeitfahren
| Männer (1000 m) | Männer (1000 m)      | Männer (1000 m) | Männer (1000 m) |
| --------------- | -------------------- | --------------- | --------------- |
| #               | Name                 | Land            | Zeit (min)      |
|                 | Hayden Norris        | GBR             | 1:01,663        |
|                 | Henric Hackmann      | GER             | 1:02,083        |
|                 | Harry Ledingham-Horn | GBR             | 1:02,434        |

| Frauen (500 m) | Frauen (500 m)           | Frauen (500 m) | Frauen (500 m) |
| -------------- | ------------------------ | -------------- | -------------- |
| #              | Name                     | Land           | Zeit (s)       |
|                | Taky Marie-Divine Kouamé | FRA            | 34,714         |
|                | Clara Schneider          | GER            | 34,875         |
|                | Kimberly Kalee           | NED            | 34,980         |

### Teamsprint
| Männer | Männer                                                                 | Männer | Männer    |
| ------ | ---------------------------------------------------------------------- | ------ | --------- |
| #      | Name                                                                   | Land   | Zeit (s)  |
|        | Daniele Napolitano Mattia Predomo Stefano Minuta                       | ITA    | 58,546G   |
|        | Harry Ledingham-Horn Marcus Hiley Hayden Norris Charles Harry Radford  | GBR    | 59,114G   |
|        | Szymon Wisniewski Konrad Burawski Eliasz Bednarek Mateusz Przymusiński | POL    | 1:00,225B |

| Frauen | Frauen                                               | Frauen | Frauen    |
| ------ | ---------------------------------------------------- | ------ | --------- |
| #      | Name                                                 | Land   | Zeit (s)  |
|        | Rhian Edmunds Iona Moir Rhianna Parris-Smith         | GBR    | 1:05,323G |
|        | Stella Müller Lara-Sophie Jäger Clara Schneider      | GER    | 1:05,826G |
|        | Kateřina Peterková Anna Jaborníková Michaela Poulová | CZE    | 1:09,186B |

### Einerverfolgung
| Männer (4000 m) | Männer (4000 m)    | Männer (4000 m) | Männer (4000 m) |
| --------------- | ------------------ | --------------- | --------------- |
| #               | Name               | Land            | Zeit (min)      |
|                 | Noah Vandenbranden | BEL             | 4:17,038G       |
|                 | Manlio Moro        | ITA             | 4:20,845G       |
|                 | Thibaut Bernard    | BEL             | 4:22,471B       |

| Frauen (3000 m) | Frauen (3000 m)     | Frauen (3000 m) | Frauen (3000 m) |
| --------------- | ------------------- | --------------- | --------------- |
| #               | Name                | Land            | Zeit (min)      |
|                 | Federica Venturelli | ITA             |                 |
|                 | Leila Gschwentner   | AUT             | OVL             |
|                 | Martyna Szczesna    | POL             | 3:38,574B       |

### Mannschaftsverfolgung

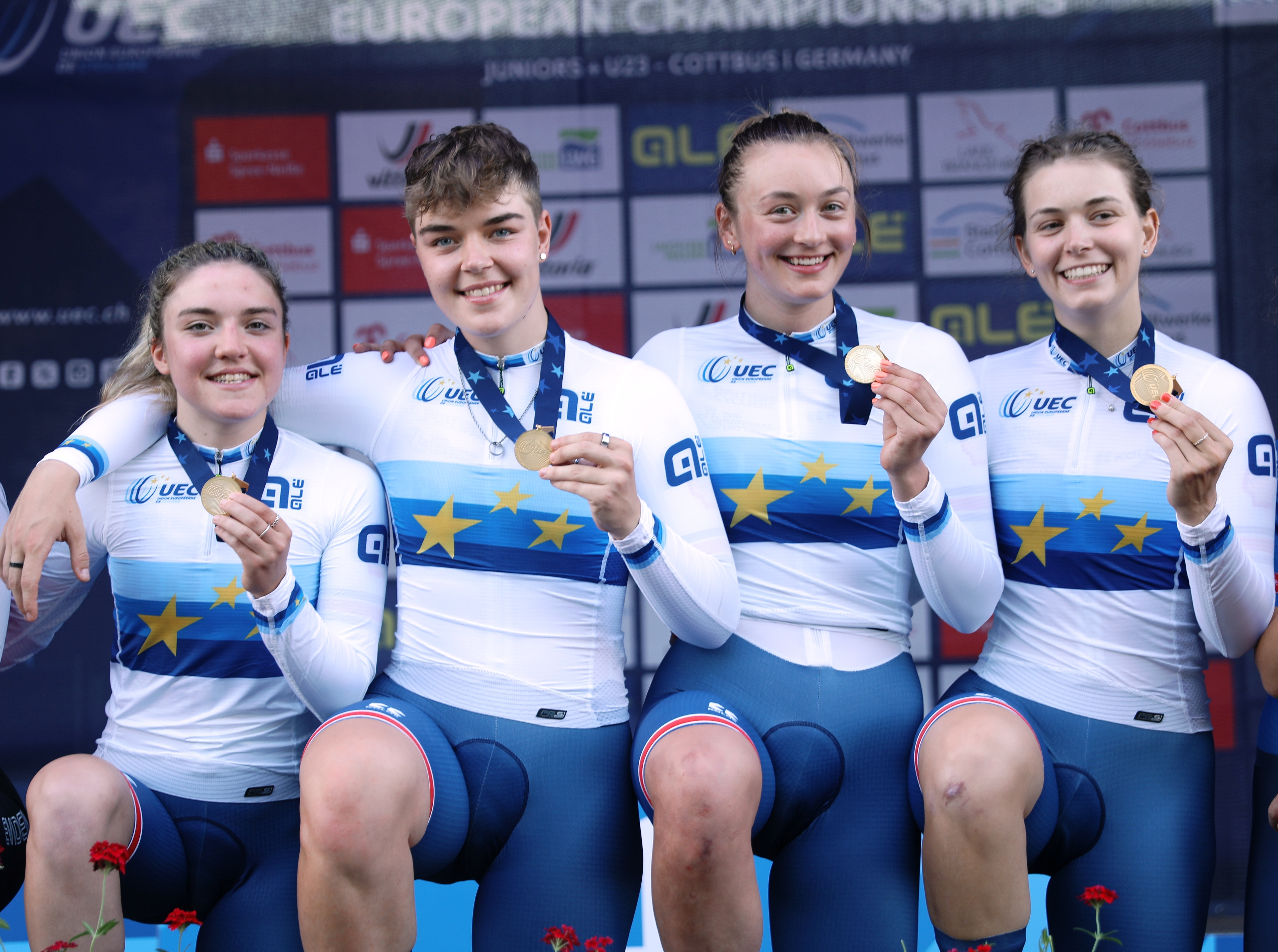
Britischer U23-Vierer (v. l. n. r.): Grace Lister, Isabel Sharp, Madelaine Leech und Sophie Lewis

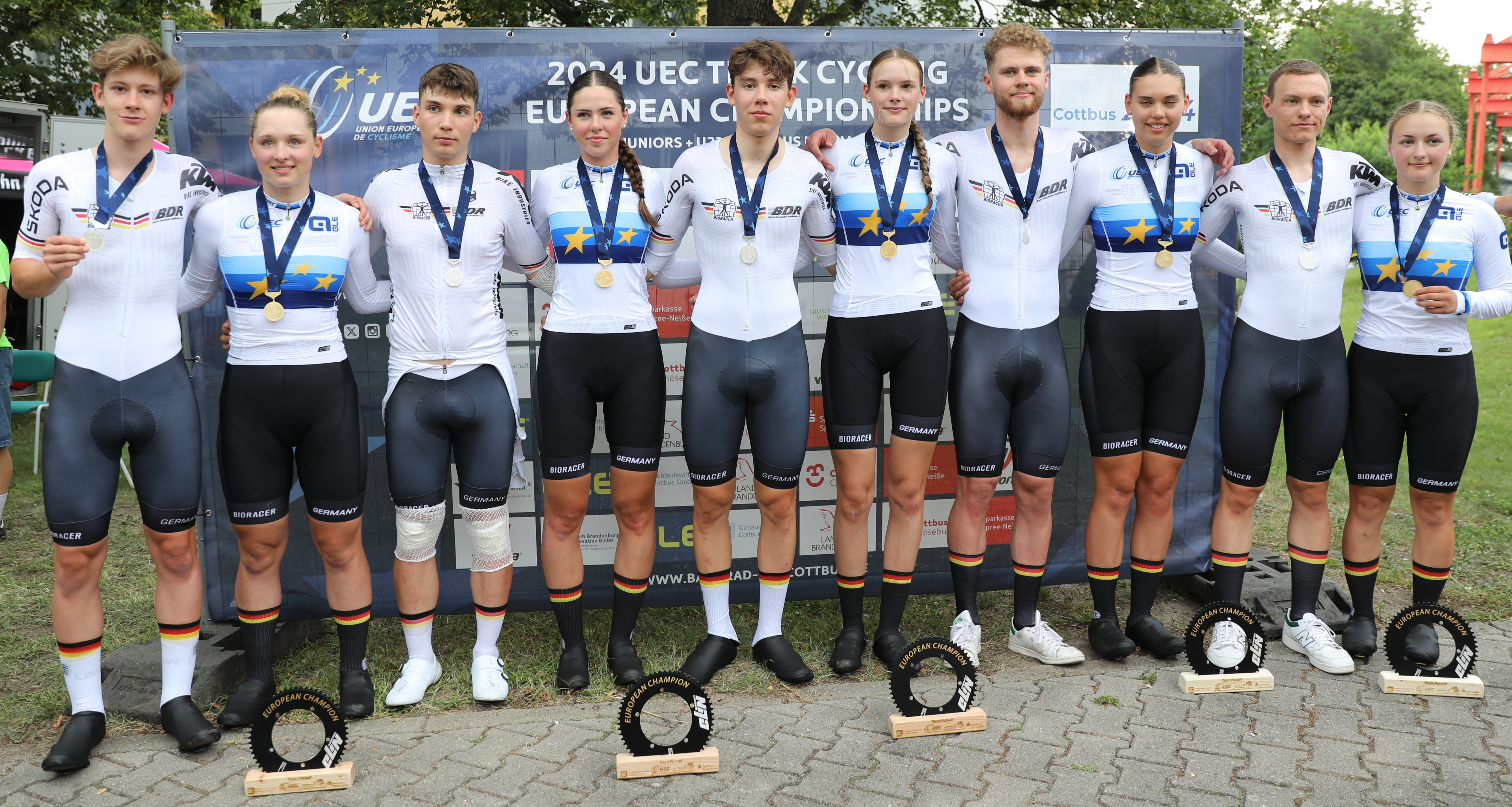
Die beiden deutschen Junioren-Vierer r (v.l.n.r.): Attila Höfig, Messane Bräutigam, Hugo Esch, Magdalena Leis, Paul-Felix Petry, Joelle Amelie Messemer, Louis Gentzik, Julia Servay, Ian Kings, Judith Rottmann

| Männer | Männer                                                                      | Männer | Männer     |
| ------ | --------------------------------------------------------------------------- | ------ | ---------- |
| #      | Name                                                                        | Land   | Zeit (min) |
|        | Renato Favero Luca Giaimi Manlio Moro Niccolò Galli Samuel Quaranta         | ITA    |            |
|        | Renzo Raes Noah Vandenbranden Thibaut Bernard Milan Van den Haute Stan Dens | BEL    | OVL        |
|        | Leon Arenz Bruno Keßler Ben Felix Jochum Benjamin Boos                      | GER    |            |

| Frauen | Frauen                                                               | Frauen | Frauen     |
| ------ | -------------------------------------------------------------------- | ------ | ---------- |
| #      | Name                                                                 | Land   | Zeit (min) |
|        | Sophie Lewis Madelaine Leech Grace Lister Isabel Sharp               | GBR    | 4:36,650G  |
|        | Jasmin Liechti Annika Liehner Janice Stettler Lorena Leu             | SUI    | 4:38,640G  |
|        | Sara Fiorin Francesca Pellegrini Federica Venturelli Vittoria Grassi | ITA    | 4:33,068B  |

### Scratch

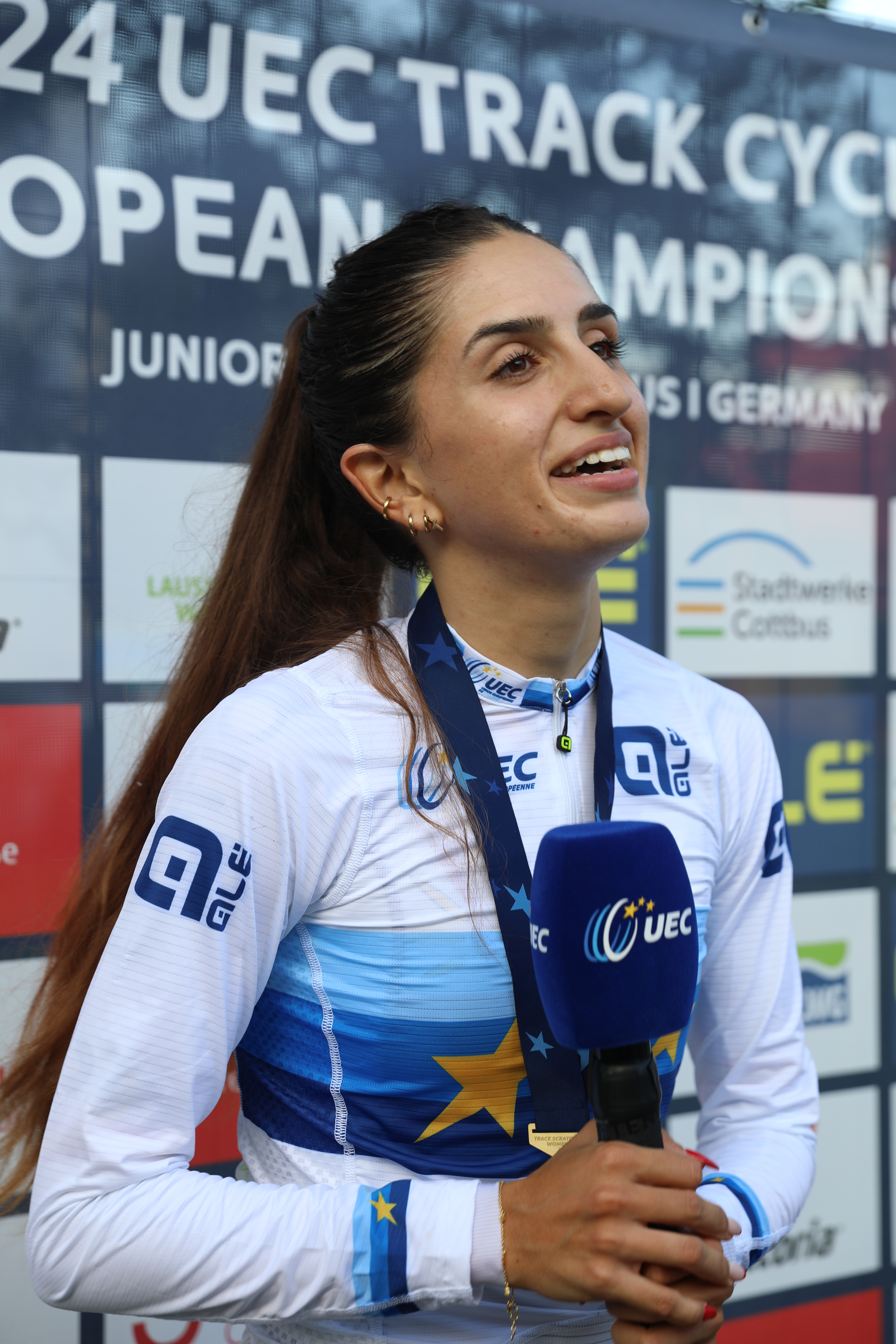
Marina Garau Roca – U23-Europameisterin im Scratch

| Männer | Männer     | Männer | Männer |
| ------ | ---------- | ------ | ------ |
| #      | Name       | Land   |        |
|        | Noah Hobbs | GBR    |        |
|        | Tim Wafler | AUT    |        |
|        | Elmar Abma | NED    |        |

| Frauen | Frauen            | Frauen | Frauen |
| ------ | ----------------- | ------ | ------ |
| #      | Name              | Land   |        |
|        | Marina Garau Roca | ESP    |        |
|        | Nienke Veenhoven  | NED    |        |
|        | Nora Tveit        | NOR    |        |

### Punktefahren
| Männer | Männer          | Männer | Männer |
| ------ | --------------- | ------ | ------ |
| #      | Name            | Land   | Punkte |
|        | Conrad Haugsted | DEN    | 104    |
|        | Ben Wiggins     | GBR    | 86     |
|        | Thibaut Bernard | BEL    | 47     |

| Frauen | Frauen            | Frauen | Frauen |
| ------ | ----------------- | ------ | ------ |
| #      | Name              | Land   | Punkte |
|        | Ainara Albert     | ESP    | 66     |
|        | Zuzanna Chylińska | POL    | 43     |
|        | Madelaine Leech   | GBR    | 31     |

### Ausscheidungsfahren
| Männer | Männer               | Männer | Männer |
| ------ | -------------------- | ------ | ------ |
| #      | Name                 | Land   |        |
|        | Noah Wulff           | DEN    |        |
|        | Emmanuel Houcou      | FRA    |        |
|        | Mario Anguela Yagüez | ESP    |        |

| Frauen | Frauen           | Frauen | Frauen |
| ------ | ---------------- | ------ | ------ |
| #      | Name             | Land   |        |
|        | Sophie Lewis     | GBR    |        |
|        | Eva Anguela      | ESP    |        |
|        | Gabriela Bártová | CZE    |        |

### Omnium

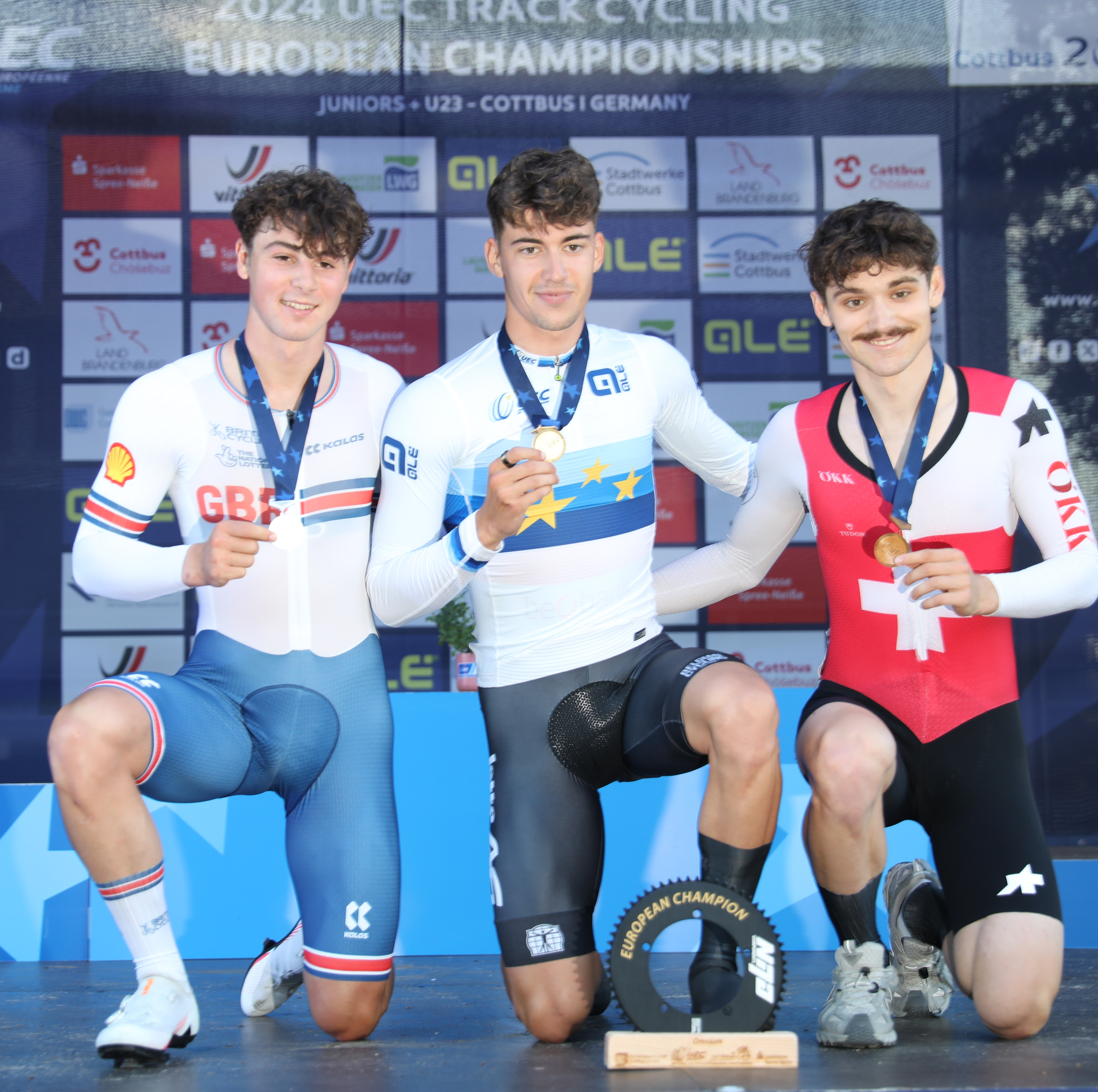
Podium des Omniums U23 (v. l. n. r.): Noah Vandenbranden, Noah Hobbs und Matteo Constant

| Männer | Männer             | Männer | Männer |
| ------ | ------------------ | ------ | ------ |
| #      | Name               | Land   | Punkte |
|        | Noah Vandenbranden | BEL    | 116    |
|        | Noah Hobbs         | GBR    | 104    |
|        | Matteo Constant    | SUI    | 98     |

| Frauen | Frauen              | Frauen | Frauen |
| ------ | ------------------- | ------ | ------ |
| #      | Name                | Land   | Punkte |
|        | Olga Wankiewicz     | POL    | 126    |
|        | Marith Vanhove      | BEL    | 118    |
|        | Federica Venturelli | ITA    | 107    |

### Madison

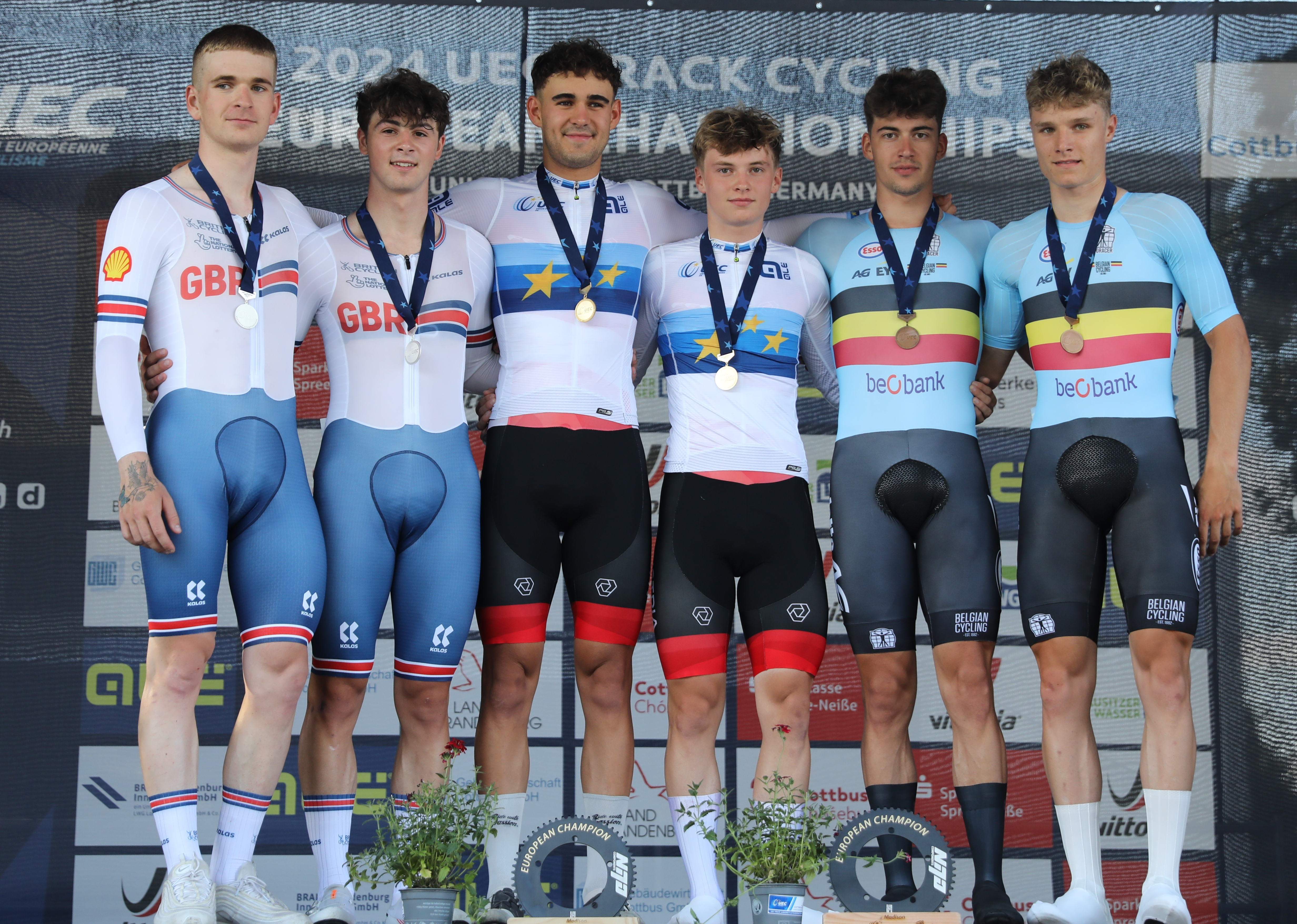
Die drei ersten Mannschaften im Madison der U23 (v. l. n. r.): Ben Wiggins, Noah Hobbs, Tim Wafler, Raphael Kokas, Noah Vandenbranden und Tom Crabbe

| Männer | Männer                        | Männer | Männer |
| ------ | ----------------------------- | ------ | ------ |
| #      | Name                          | Land   | Punkte |
|        | Tim Wafler Raphael Kokas      | AUT    | 58     |
|        | Ben Wiggins Noah Hobbs        | GBR    | 49     |
|        | Noah Vandenbranden Tom Crabbe | BEL    | 42     |

| Frauen | Frauen                               | Frauen | Frauen |
| ------ | ------------------------------------ | ------ | ------ |
| #      | Name                                 | Land   | Punkte |
|        | Katrijn De Clercq Hélène Hesters     | BEL    | 30     |
|        | Madelaine Leech Grace Lister         | GBR    | 26     |
|        | Justyna Czapla Seána Littbarski-Gray | GER    | 25     |

## Resultate Juniorinnen/Junioren
Legende: „G“ = Zeit aus dem Finale um Gold; „B“ = Zeit aus dem Finale um Bronze

### Sprint
| Männer | Männer             | Männer | Männer   |
| ------ | ------------------ | ------ | -------- |
| #      | Name               | Land   | Zeit (s) |
|        | Colin Rudolph      | GER    |          |
|        | Tomasz Lamaszewski | POL    |          |
|        | Etienne Oliviero   | FRA    |          |

| Frauen | Frauen          | Frauen | Frauen   |
| ------ | --------------- | ------ | -------- |
| #      | Name            | Land   | Zeit (s) |
|        | Georgette Rand  | GBR    |          |
|        | Anastasia Kuniß | GER    |          |
|        | Natalia Walecka | POL    |          |

### Keirin
| Männer | Männer           | Männer | Männer |
| ------ | ---------------- | ------ | ------ |
| #      | Name             | Land   |        |
|        | Oliver Pettifer  | GBR    |        |
|        | Benjamin Bock    | GER    |        |
|        | Yeno Fingerhoets | BEL    |        |

| Frauen | Frauen                 | Frauen | Frauen |
| ------ | ---------------------- | ------ | ------ |
| #      | Name                   | Land   |        |
|        | Georgette Rand         | GBR    |        |
|        | Anastasia Kuniß        | GER    |        |
|        | Lauryna Valiukevičiūtė | LTU    |        |

### Zeitfahren
| Männer (1000 m) | Männer (1000 m)  | Männer (1000 m) | Männer (1000 m) |
| --------------- | ---------------- | --------------- | --------------- |
| #               | Name             | Land            | Zeit (min)      |
|                 | Etienne Oliviero | FRA             | 1:03,076        |
|                 | Luca Nissel      | GER             | 1:04,592        |
|                 | David Peterka    | CZE             | 1:04,731        |

| Frauen (500 m) | Frauen (500 m)  | Frauen (500 m) | Frauen (500 m) |
| -------------- | --------------- | -------------- | -------------- |
| #              | Name            | Land           | Zeit (s)       |
|                | Georgette Rand  | GBR            | 35,701         |
|                | Anastasia Kuniß | GER            | 36,060         |
|                | Siria Trevisan  | ITA            | 36,917         |

### Teamsprint
| Männer | Männer                                                    | Männer | Männer    |
| ------ | --------------------------------------------------------- | ------ | --------- |
| #      | Name                                                      | Land   | Zeit (s)  |
|        | Etienne Oliviero Matthias Sylvanise Tristan Favennec      | FRA    | 1:00,263G |
|        | Colin Rudolph Tim-Louis Werner Theo Fischer Benjamin Bock | GER    | 1:01,289G |
|        | Jan Pořízek David Peterka Kryštof Friedl Adam Rauschgold  | CZE    | 1:00,953B |

| Frauen | Frauen                                                            | Frauen | Frauen    |
| ------ | ----------------------------------------------------------------- | ------ | --------- |
| #      | Name                                                              | Land   | Zeit (s)  |
|        | Anastasia Kuniß Amy Weber Emilia Waterstradt                      | GER    | 1:07,242G |
|        | Natalia Walecka Paulina Hojka Weronika Skrzynska Matylda Glowacka | POL    | 1:09,251G |
|        | Erja Bianchi Siria Trevisan Matilde Cenci                         | ITA    | 1:10,821B |

### Einerverfolgung
| Männer (3000 m) | Männer (3000 m)  | Männer (3000 m) | Männer (3000 m) |
| --------------- | ---------------- | --------------- | --------------- |
| #               | Name             | Land            | Zeit (min)      |
|                 | Paul Felix Petry | GER             | 3:17,485G       |
|                 | Jacopo Sasso     | ITA             | 3:20,643G       |
|                 | Oscar Vosgerau   | DEN             | 3:20,516B       |

| Frauen (2000 m) | Frauen (2000 m)        | Frauen (2000 m) | Frauen (2000 m) |
| --------------- | ---------------------- | --------------- | --------------- |
| #               | Name                   | Land            | Zeit (min)      |
|                 | Joelle Amelie Messemer | GER             | 2:28,273G       |
|                 | Luca Vierstraete       | BEL             | 2:30,331G       |
|                 | Milana Ushakova        | UKR             | 2:30,240B       |

### Mannschaftsverfolgung
| Männer | Männer                                                                     | Männer | Männer     |
| ------ | -------------------------------------------------------------------------- | ------ | ---------- |
| #      | Name                                                                       | Land   | Zeit (min) |
|        | Davide Stella Christian Fantini Ares Costa Alessio Magagnotti Eros Sporzon | ITA    |            |
|        | Hugo Esch Louis Gentzik Paul-Felix Petry Attila Höfig Ian Kings            | GER    | OVL        |
|        | William Salter Finlay Tarling Sam Fisher Henry Hobbs                       | GBR    | 4:07,515B  |

| Frauen | Frauen                                                                               | Frauen | Frauen     |
| ------ | ------------------------------------------------------------------------------------ | ------ | ---------- |
| #      | Name                                                                                 | Land   | Zeit (min) |
|        | Messane Bräutigam Magdalena Leis Joelle Amelie Messemer Julia Servay Judith Rottmann | GER    | 4:36,285G  |
|        | Imogen Wolff Cat Ferguson Erin Boothman Carys Lloyd                                  | GBR    | 4:37,092G  |
|        | Asia Sgaravato Virginia Iaccarino Linda Sanarini Silvia Milesi Irma Siri             | ITA    | 4:43,233B  |

### Scratch
| Männer | Männer               | Männer | Männer |
| ------ | -------------------- | ------ | ------ |
| #      | Name                 | Land   |        |
|        | Heorhij Tschyschykow | UKR    |        |
|        | Davide Stella        | ITA    |        |
|        | Nolan Huysmans       | BEL    |        |

| Frauen | Frauen                      | Frauen | Frauen |
| ------ | --------------------------- | ------ | ------ |
| #      | Name                        | Land   |        |
|        | Auke De Buysser             | BEL    |        |
|        | Chantal Pegolo              | ITA    |        |
|        | Valentina Ferreyra Beltramo | ESP    |        |

### Punktefahren
| Männer | Männer           | Männer | Männer |
| ------ | ---------------- | ------ | ------ |
| #      | Name             | Land   | Punkte |
|        | Heimo Fugger     | AUT    | 26     |
|        | Julian Bortolami | ITA    | 21     |
|        | Sam Fisher       | GBR    | 20     |

| Frauen | Frauen             | Frauen | Frauen |
| ------ | ------------------ | ------ | ------ |
| #      | Name               | Land   | Punkte |
|        | Emilie Benezet     | IRL    | 89     |
|        | Jenna van Tongeren | NED    | 65     |
|        | Chantal Pegolo     | ITA    | 43     |

### Ausscheidungsfahren
| Männer | Männer                  | Männer | Männer |
| ------ | ----------------------- | ------ | ------ |
| #      | Name                    | Land   |        |
|        | Ruben Sanchez Cordoba   | ESP    |        |
|        | Heimo Fugger            | AUT    |        |
|        | Hansgaard Albert Jensen | DEN    |        |

| Frauen | Frauen         | Frauen | Frauen |
| ------ | -------------- | ------ | ------ |
| #      | Name           | Land   |        |
|        | Anita Baima    | ITA    |        |
|        | Laerke Expeels | BEL    |        |
|        | Erin Boothman  | GBR    |        |

### Omnium
| Männer | Männer               | Männer | Männer |
| ------ | -------------------- | ------ | ------ |
| #      | Name                 | Land   | Punkte |
|        | William Salter       | GBR    | 116    |
|        | Matijs Van Strijthem | BEL    | 111    |
|        | Marceli Pera         | POL    | 106    |

| Frauen | Frauen          | Frauen | Frauen |
| ------ | --------------- | ------ | ------ |
| #      | Name            | Land   | Punkte |
|        | Carys Lloyd     | GBR    | 126    |
|        | Linda Sanarini  | ITA    | 123    |
|        | Weronika Wasaty | POL    | 108    |

### Madison
| Männer | Männer                              | Männer | Männer |
| ------ | ----------------------------------- | ------ | ------ |
| #      | Name                                | Land   | Punkte |
|        | Davide Stella Eros Sporzon          | ITA    | 40     |
|        | Hansgaard Albert Jensen Aksel Storm | DEN    | 32     |
|        | Nolan Huysmans Matijs Van Strijthem | BEL    | 27     |

| Frauen | Frauen                            | Frauen | Frauen |
| ------ | --------------------------------- | ------ | ------ |
| #      | Name                              | Land   | Punkte |
|        | Cat Ferguson Carys Lloyd          | GBR    | 37     |
|        | Anita Baima Linda Sanarini        | ITA    | 37     |
|        | Messane Bräutigam Judith Rottmann | GER    | 33     |

## Medaillenspiegel
| Platz  | Land           | Gold | Silber | Bronze | Gesamt |
| ------ | -------------- | ---- | ------ | ------ | ------ |
| 1      | Großbritannien | 12   | 8      | 6      | 26     |
| 2      | Deutschland    | 7    | 12     | 3      | 22     |
| 3      | Italien        | 7    | 7      | 6      | 20     |
| 4      | Belgien        | 4    | 5      | 7      | 16     |
| 5      | Frankreich     | 4    | 1      | 2      | 7      |
| 6      | Spanien        | 3    | 1      | 2      | 6      |
| 7      | Österreich     | 2    | 3      | 0      | 5      |
| 8      | Dänemark       | 2    | 1      | 2      | 5      |
| 9      | Polen          | 1    | 3      | 5      | 9      |
| 10     | Ukraine        | 1    | 0      | 2      | 3      |
| 11     | Irland         | 1    | 0      | 0      | 1      |
| 12     | Niederlande    | 0    | 2      | 2      | 4      |
| 13     | Schweiz        | 0    | 1      | 1      | 2      |
| 14     | Tschechien     | 0    | 0      | 4      | 4      |
| 15     | Litauen        | 0    | 0      | 1      | 1      |
| 15     | Norwegen       | 0    | 0      | 1      | 1      |
| Gesamt | Gesamt         | 44   | 44     | 44     | 132    |

## Aufgebote

### Bund Deutscher Radfahrer

#### U23
- Frauen Ausdauer: Justyna Czapla, Hanna Dopjans, Lana Eberle, Hannah Kunz, Selma Lantzsch, Seána Littbarski-Gray. Ersatzfahrerin: Fabienne Jährig

- Frauen Kurzzeit: Lara-Sophie Jäger, Stella Müller, Clara Schneider, Anne Slosharek

- Männer Ausdauer: Leon Arenz, Lui Bengelsdorf, Moritz Binder, Benjamin Boos, Max Briese, Ben Felix Jochum, Bruno Keßler, Richard Leu, Tobias Müller

- Männer Kurzzeit: Pete Flemming, Henric Hackmann, Luca Spiegel, Jakob Vogt, Danny-Luca Werner

#### Junioren
- Juniorinnen Ausdauer: Messane Bräutigam, Paula Gloning, Magdalena Leis, Joelle Messemer, Judith Rottmann, Julia Servay. Ersatzfahrerin: Laura Nolla, Caoilinn Littbarski-Gray

- Juniorinnen Kurzzeit: Anastasia Kuniß, Amy Weber, Emilia Waterstradt, Gwen Bötticher

- Junioren Ausdauer: Hugo Esch, Louis Gentzik, Attila Höfig, Ian Kings, Moritz Maus, Paul-Felix Petry. Ersatzfahrer: Victor Wedekind

- Junioren Kurzzeit: Benjamin Bock, Theo Fischer, Luca Nissel, Colin Rudolph, Tim Werner

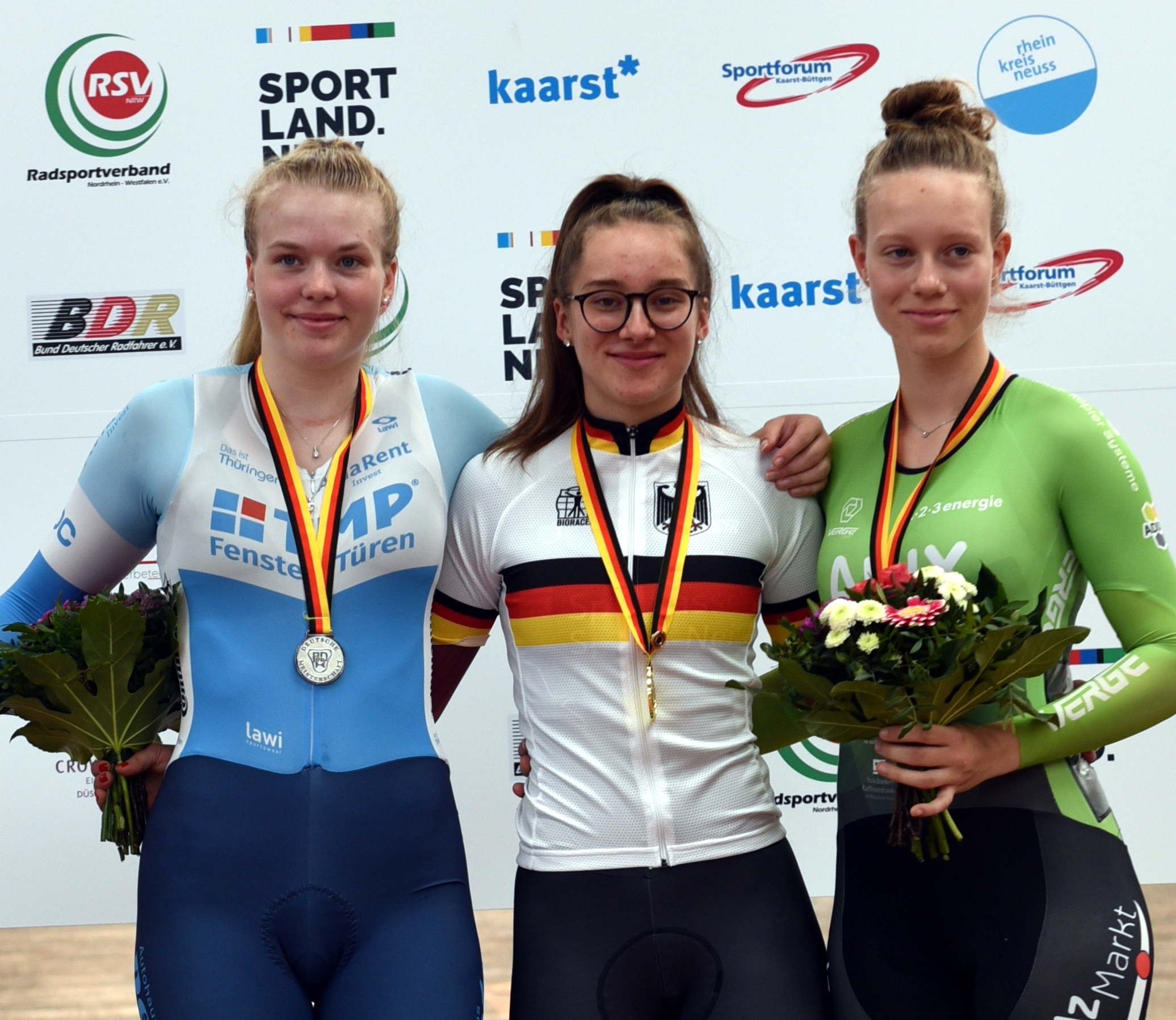
Lara-Sophie Jäger, Clara Schneider und Anne Slosharek (v. l. n. r.)
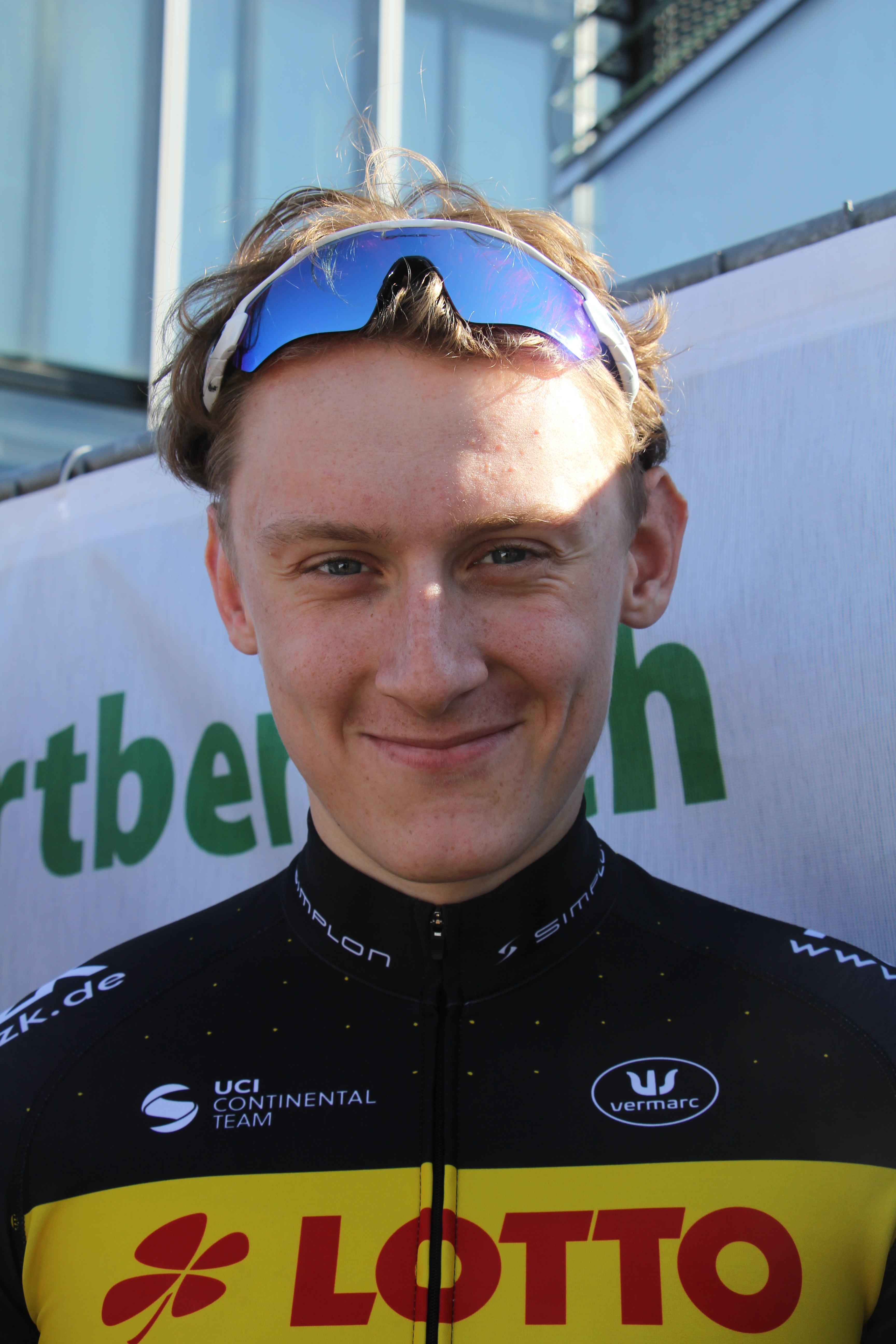
Leon Arenz
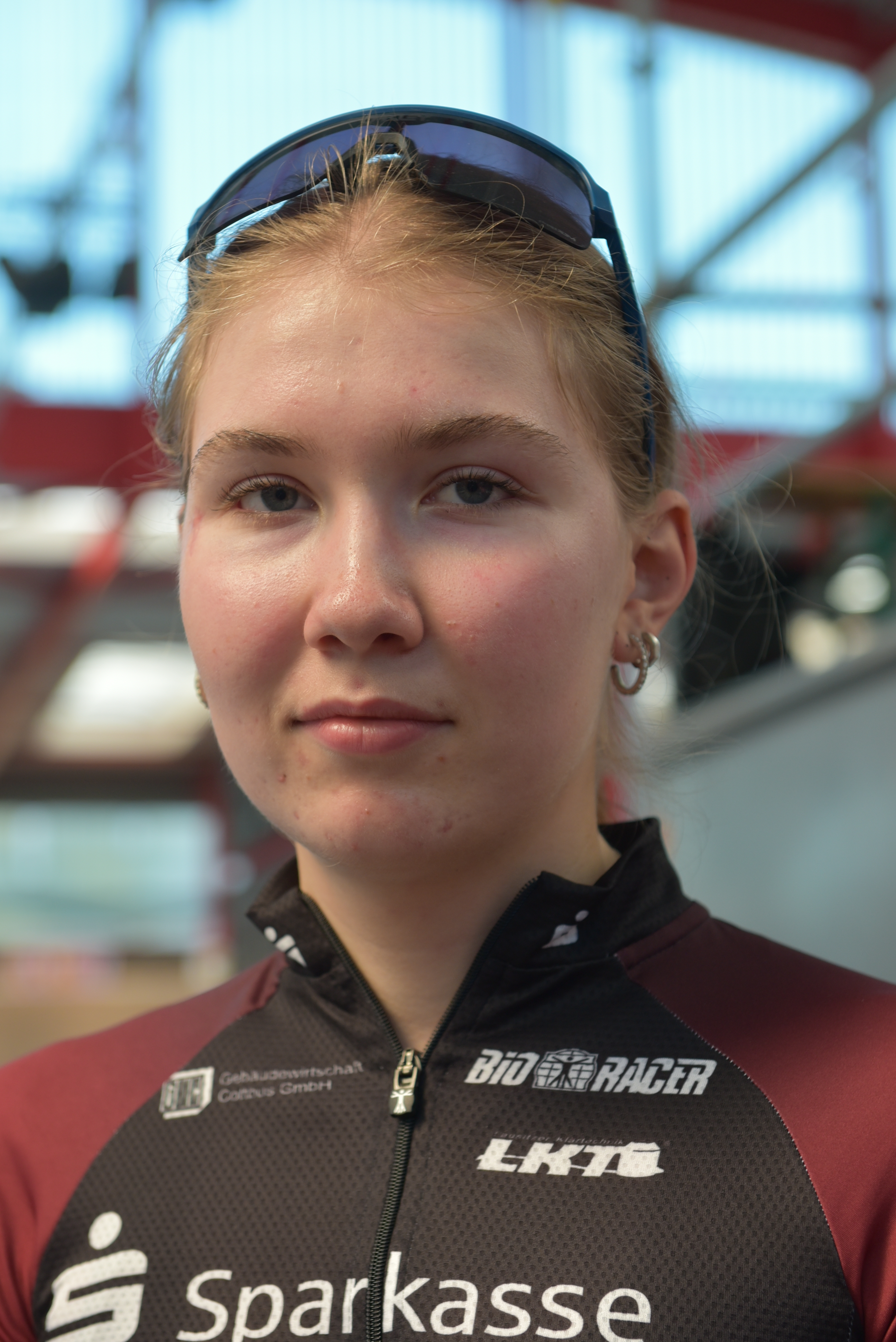
Selma Lantzsch
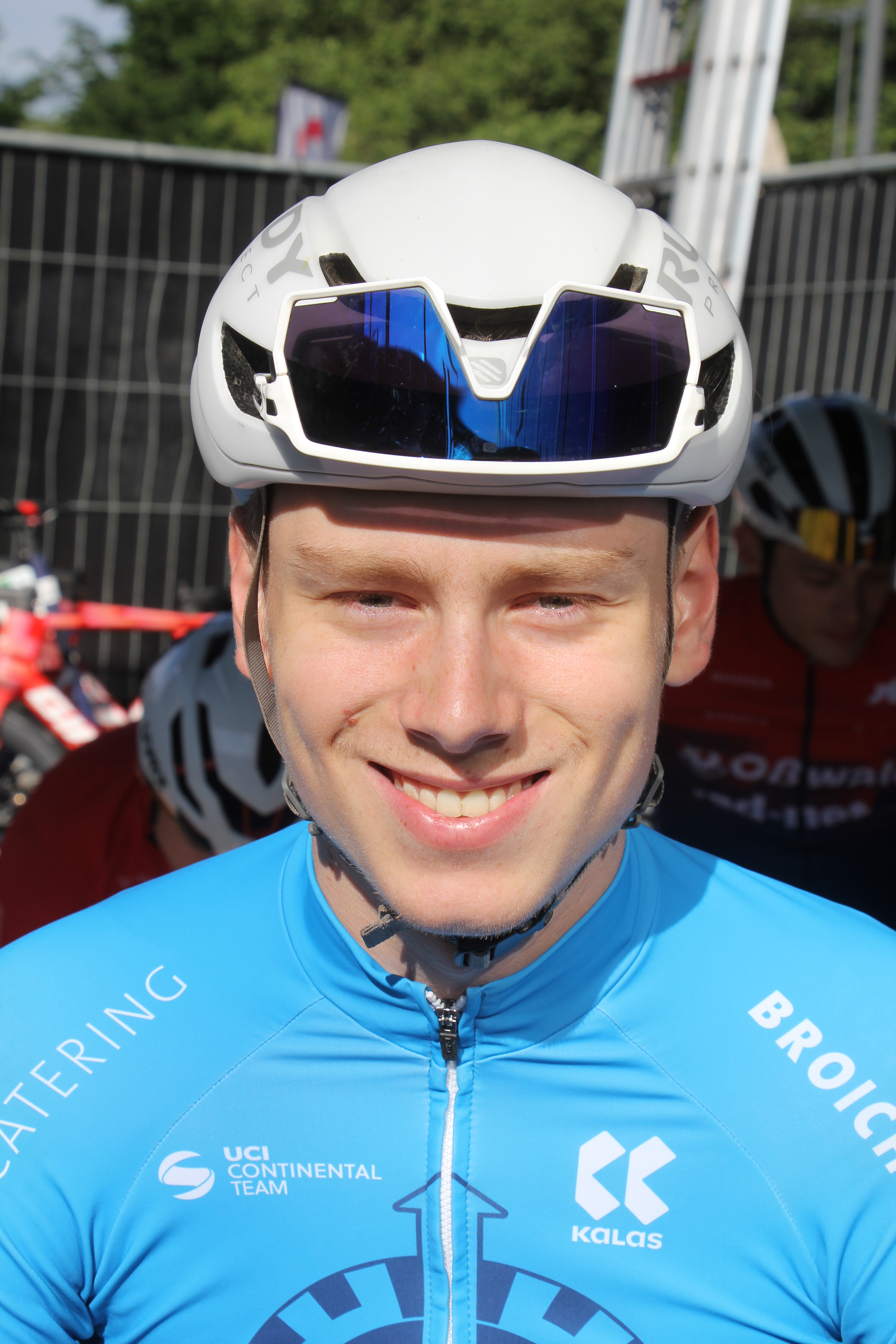
Lui Bengelsdorf
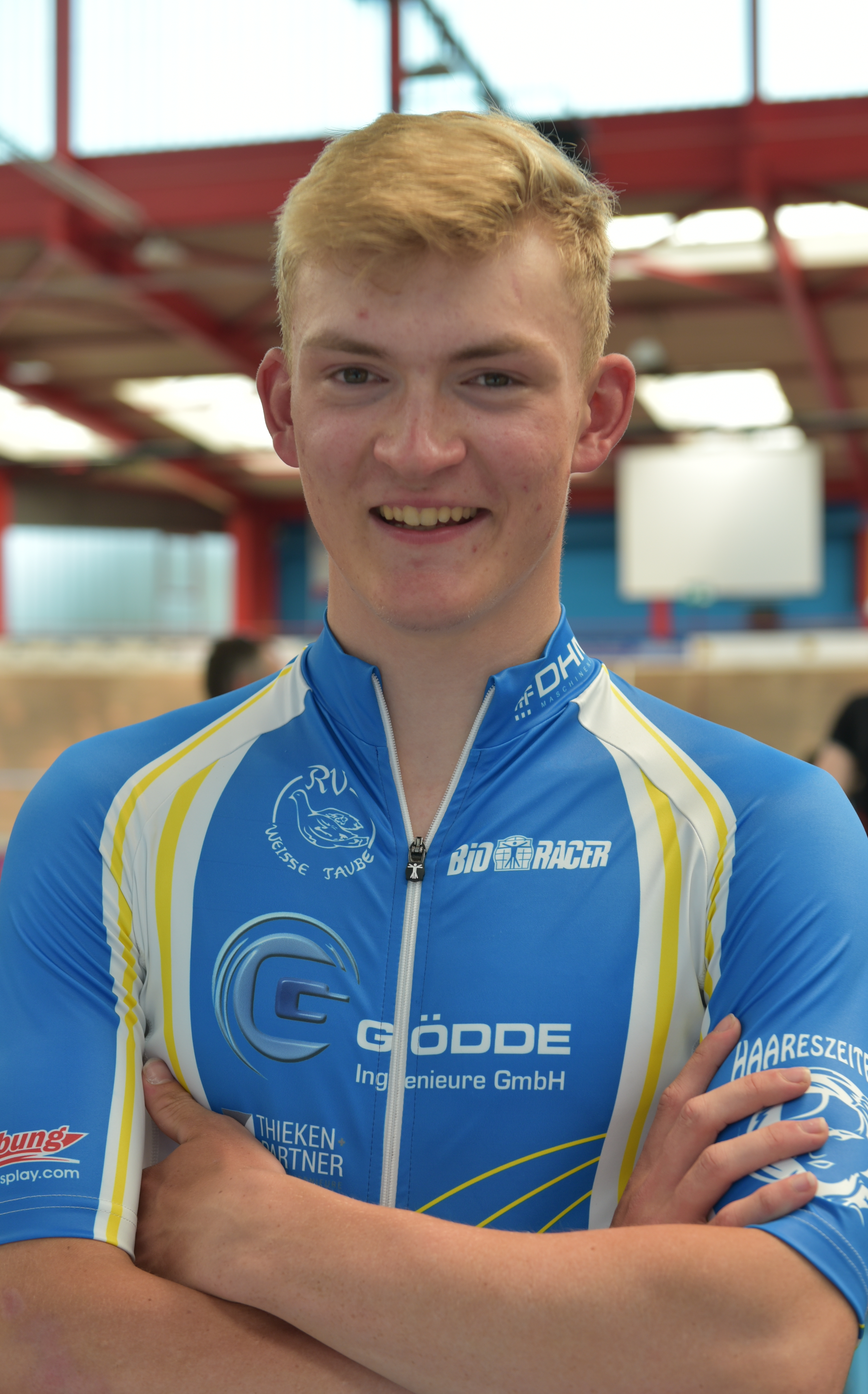
Jakob Vogt
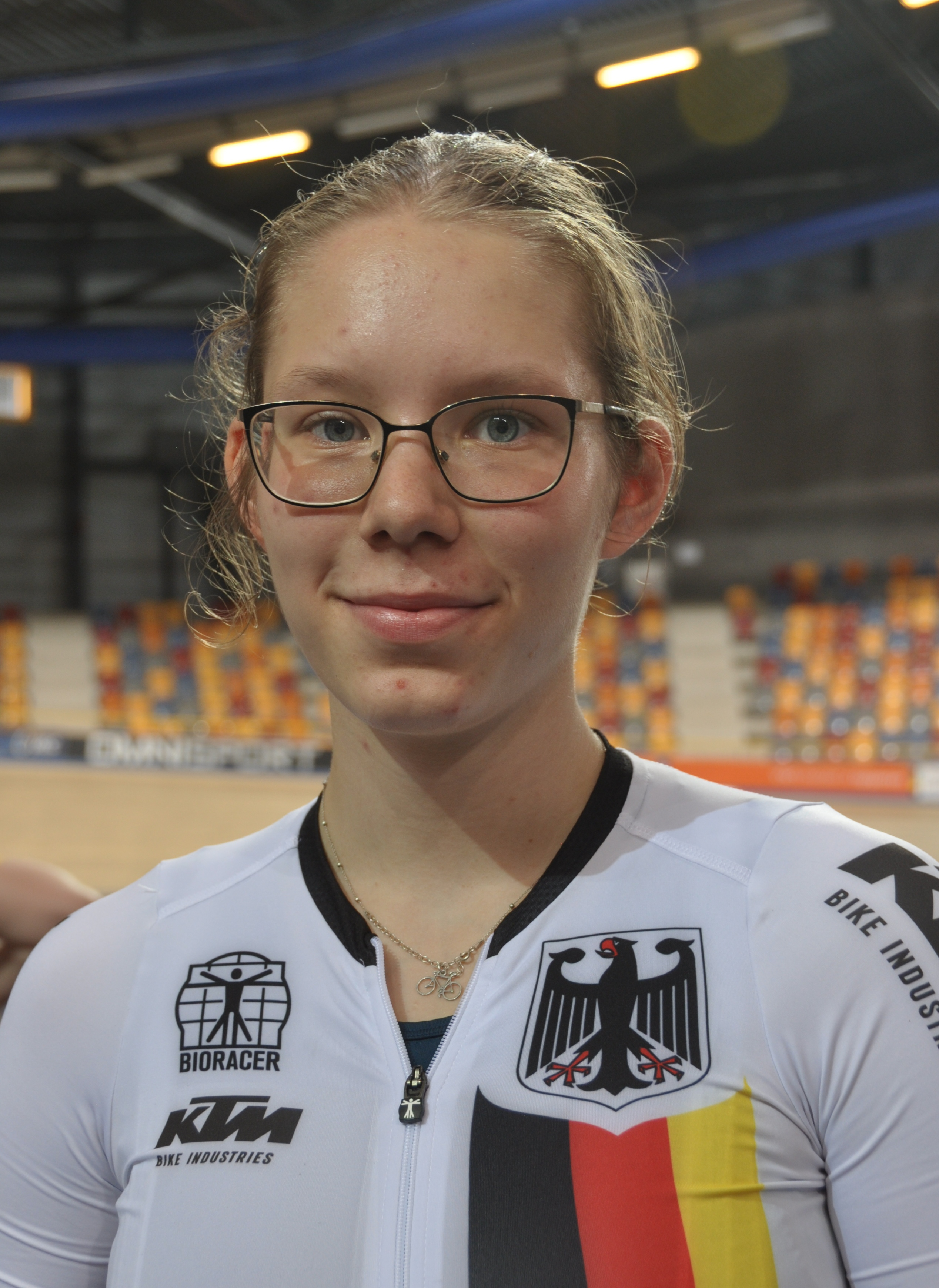
Stella Müller

### Cycling Austria

#### Junioren
- Junioren: Heimo Fugger, Valentin Zobl

#### U23
- Frauen U23: Leila Gschwentner
- Männer U23: Raphael Kokas, Tim Wafler

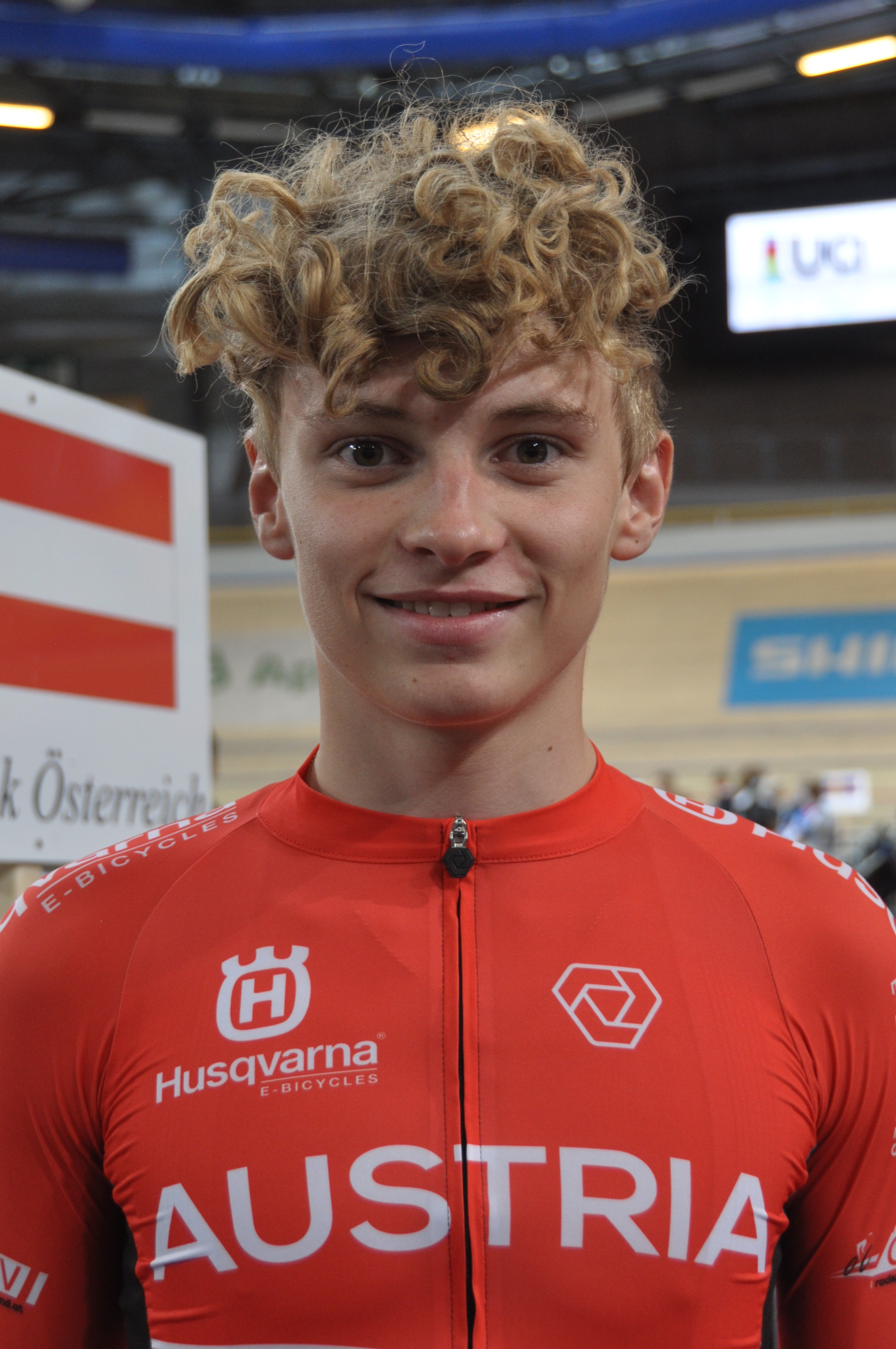
Raphael Kokas
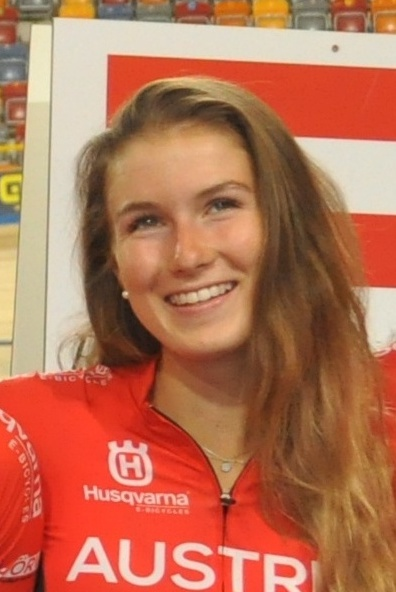
Leila Gschwentner
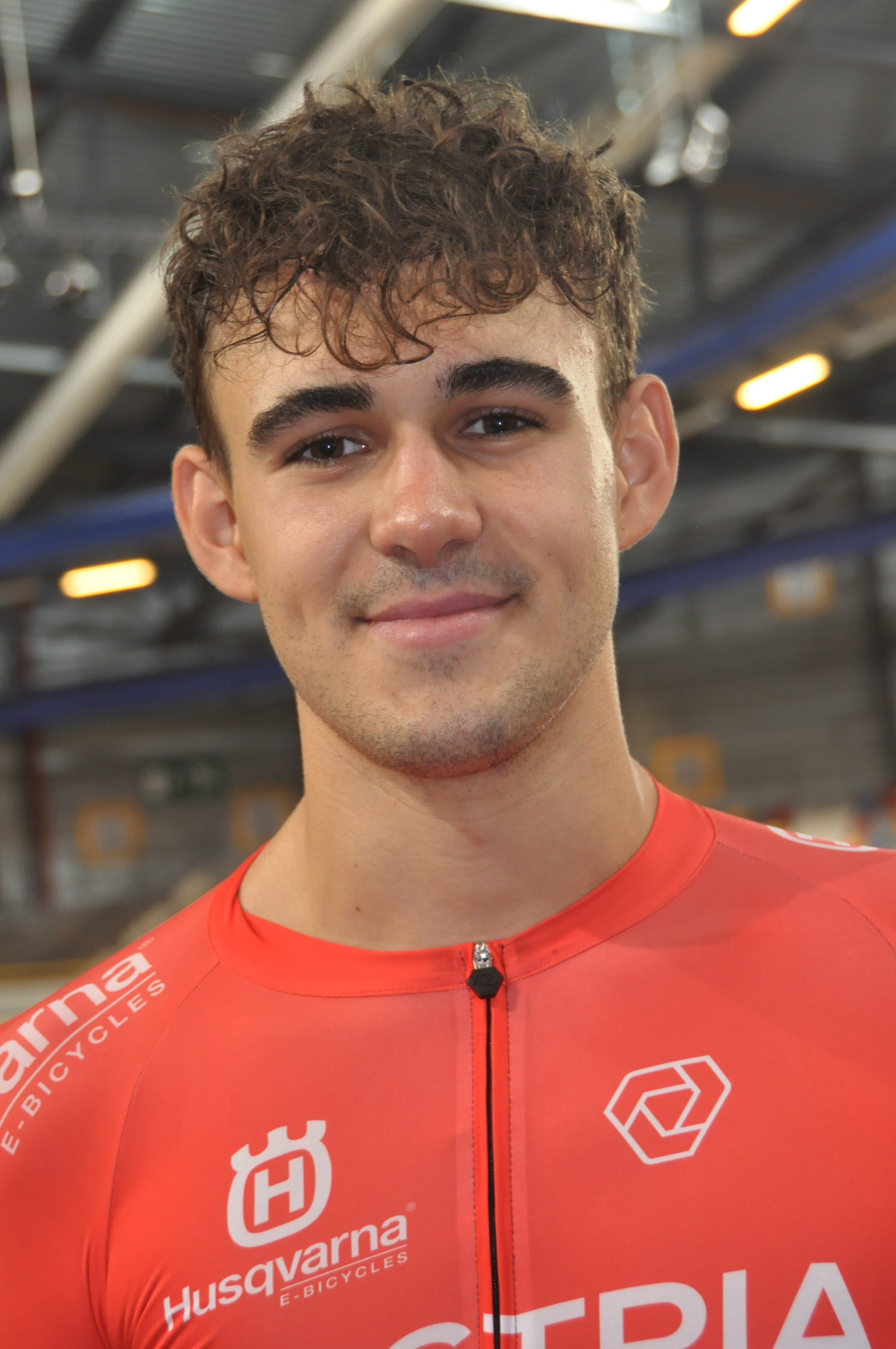
Tim Wafler

### Swiss Cycling

#### Junioren
- Junioren: Lars Emmenegger, Elia Felsberger, Cedric Graf, Noa Gremaud, Jonathan Rinner

#### U23
- Frauen: Fantine Fragnière, Lorena Leu, Jasmin Liechti, Annika Liehner, Janice Stettler
- Männer: Victor Benareau, Luca Buhlmann, Matteo Constant, Pascal Tappeiner, Justin Weder

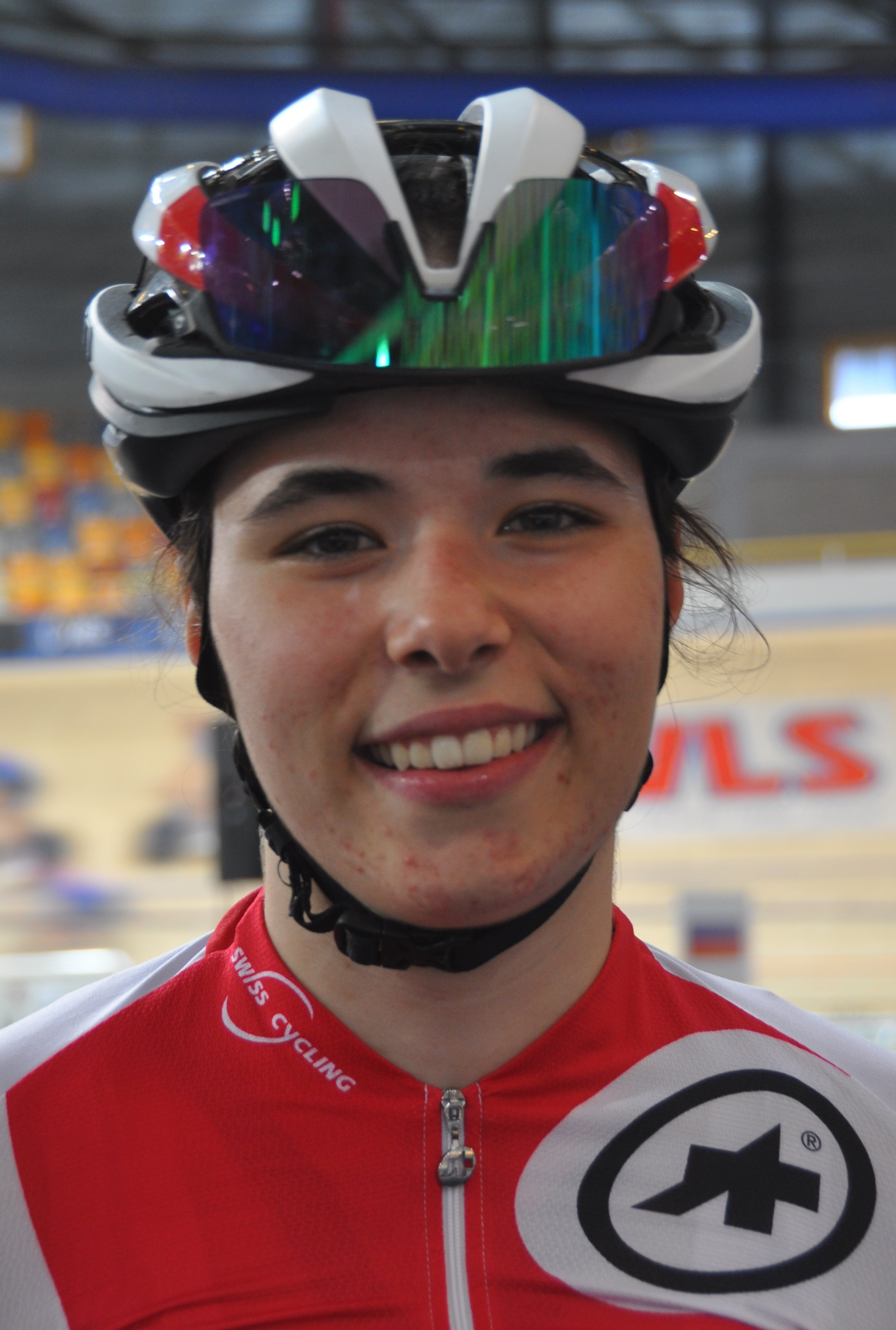
Lorena Leu
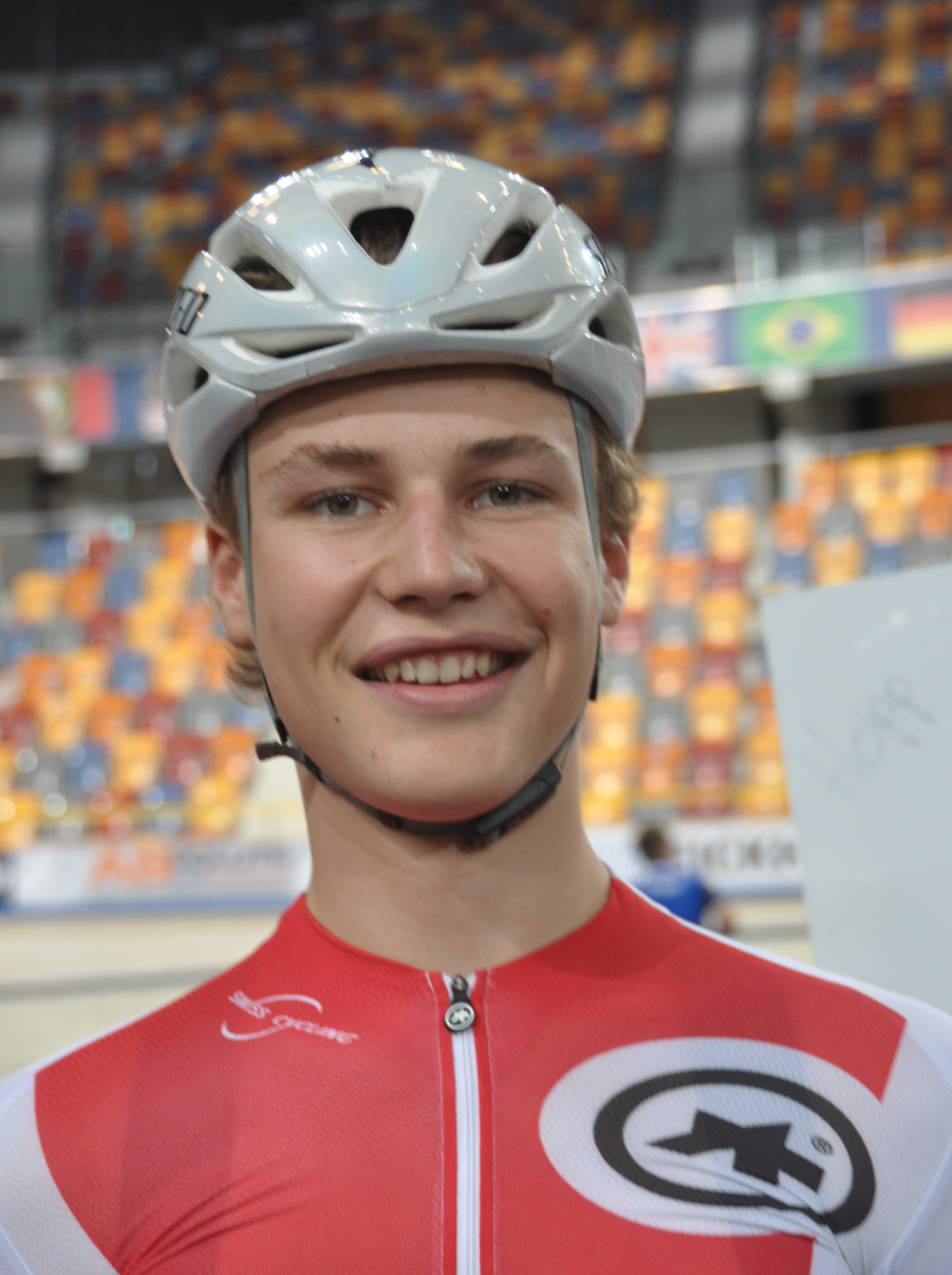
Pascal Tappeiner
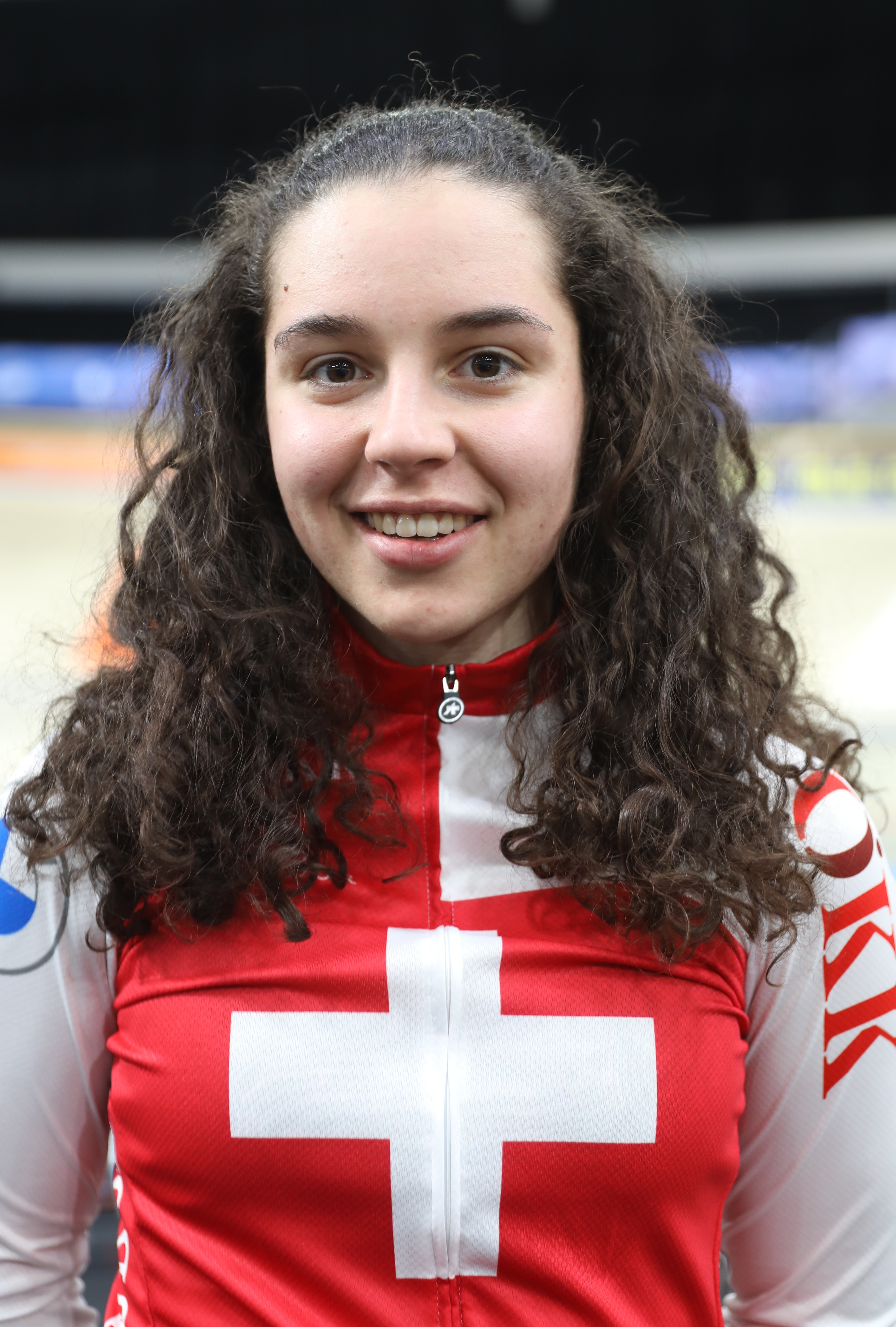
Jasmin Liechti
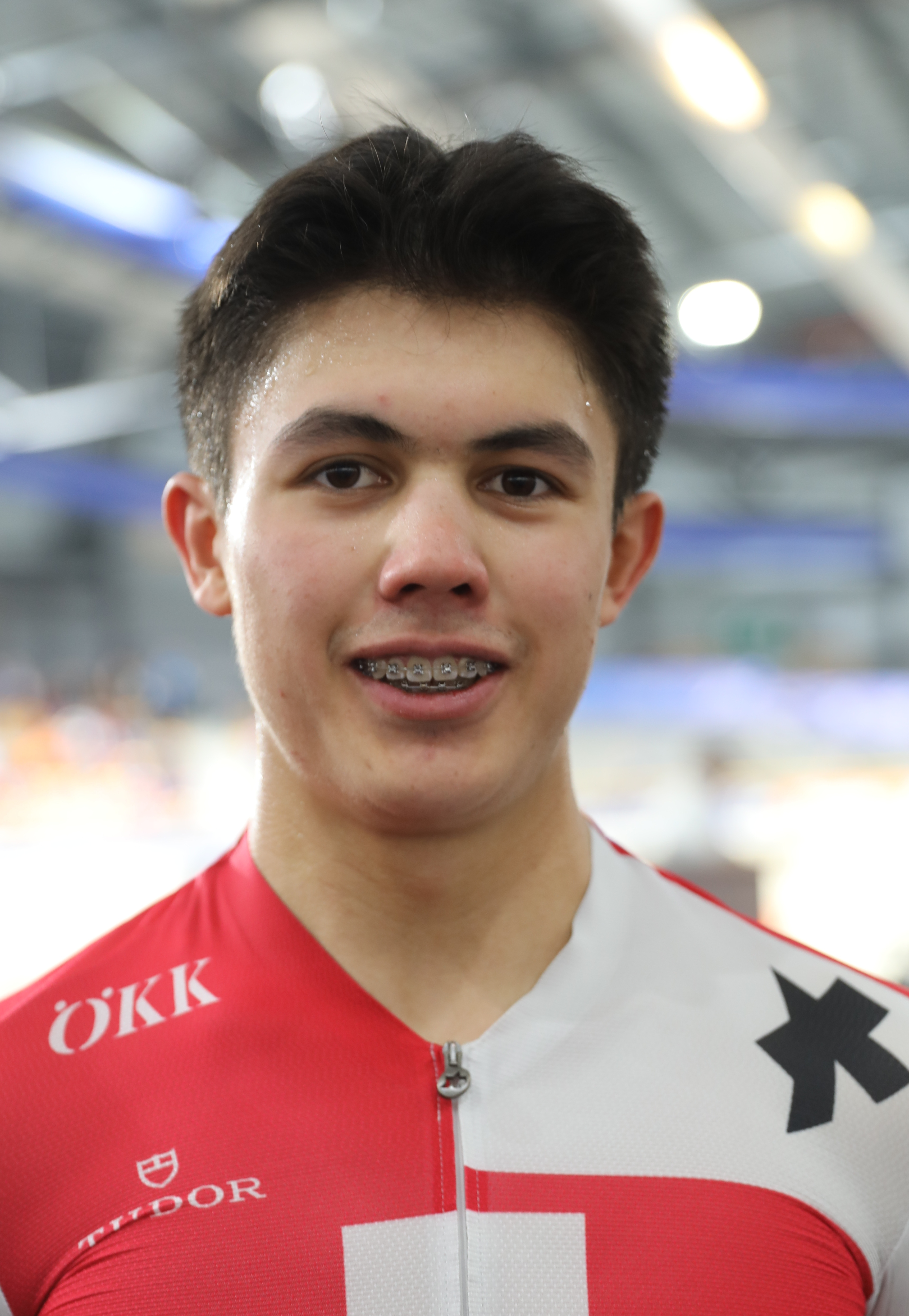
Luca Buhlmann
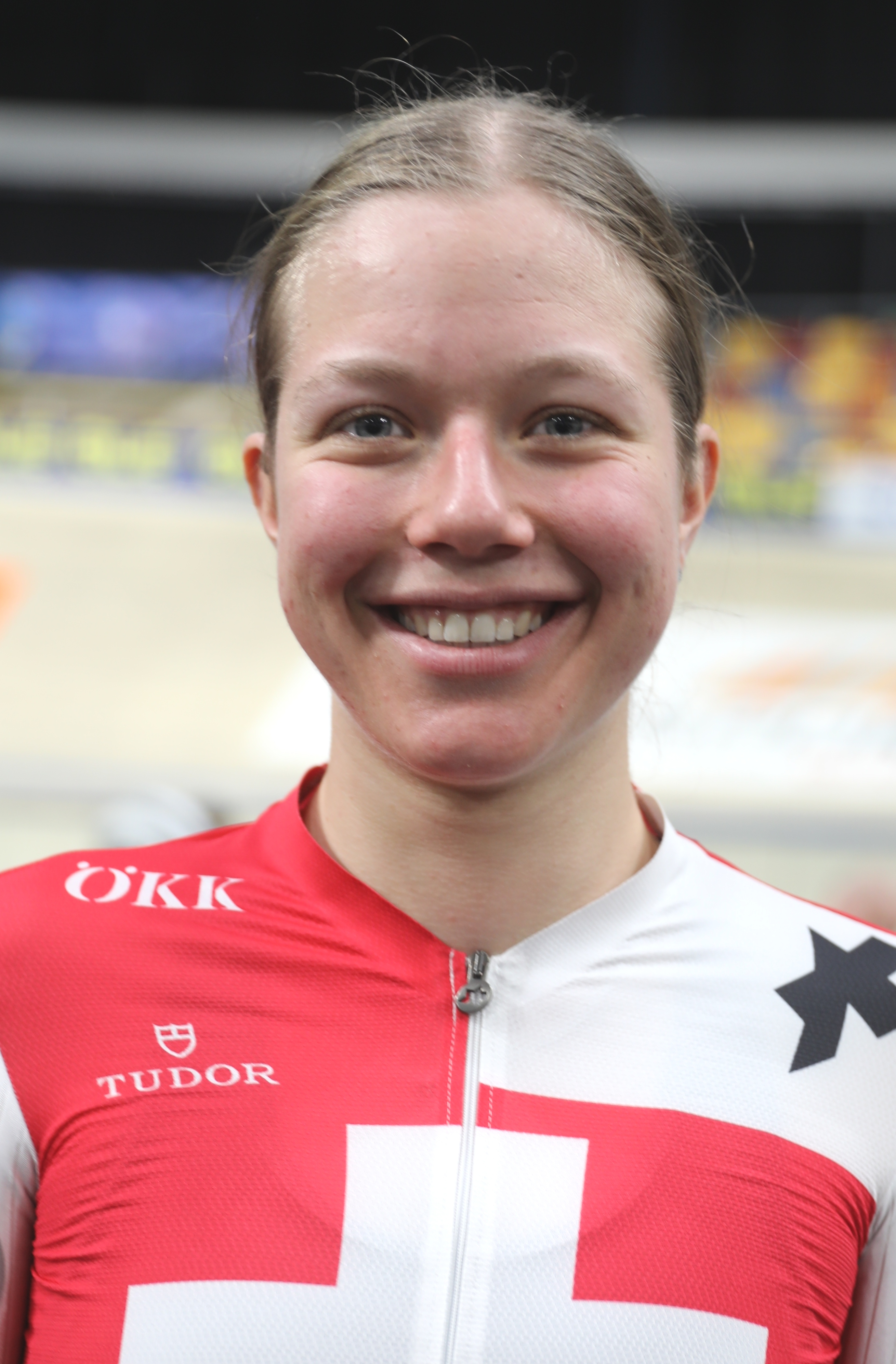
Annika Liehner